# Buddleja americana
Buddleja americana är en flenörtsväxtart som beskrevs av Carl von Linné. Buddleja americana ingår i släktet buddlejor, och familjen flenörtsväxter. Inga underarter finns listade i Catalogue of Life.

## Bildgalleri

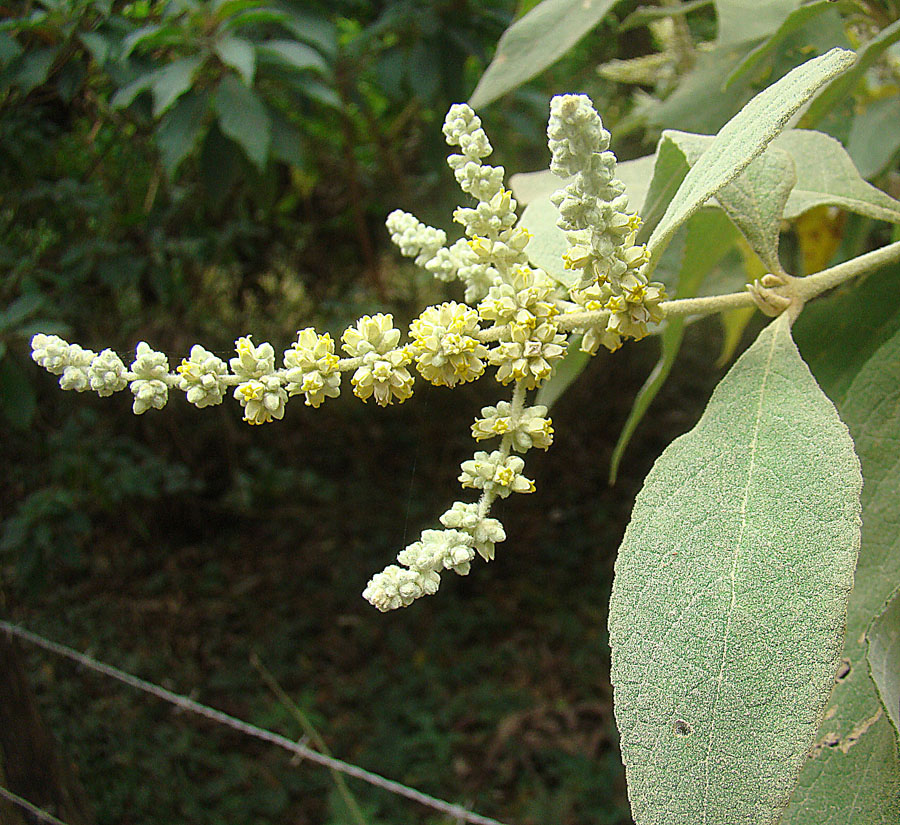